# Średnia Krokiew
Le Średnia Krokiew  est un complexe de tremplins de saut à ski situé à Zakopane en Pologne.

## Historique
Le site est construit en 1950, en 1976 il reçoit le revêtement de plastique, pour la pratique estivale du saut à ski, il est changé en 2002. Le premier concours de la coupe du monde est organisé le 26 janvier 1980. À l'occasion du centième anniversaire de la naissance de Bronisław Czech, le tremplin reçoit le nom du célèbre sportif. Dans le cadre de la cérémonie une compétition des jeunes sauteurs y est disputée.

## Records du tremplin K-85
| Lp. | Date       | Année | Vainqueur        | Distance |
| --- | ---------- | ----- | ---------------- | -------- |
| 1.  |            | -     | Stanisław Bobak  | 78,5 m   |
| 2.  | 15 mars    | 1975  | Bernd Eckstein   | 78,5 m   |
| 3.  | 15 mars    | 1975  | Henry Glaß       | 79,5 m   |
| 4.  | 15 mars    | 1975  | Stanisław Bobak  | 79,5 m   |
| 5.  | 23 janvier | 1983  | Bogdan Zwijacz   | 81 m     |
| 6.  | 15 août    | 1999  | Dirk Else        | 93,5 m   |
| 7.  | 10 février | 2001  | Łukasz Kruczek   | 93,5 m   |
| 8.  | 27 février | 2008  | Łukasz Rutkowski | 94 m     |
| 9.  | 8 octobre  | 2009  | Tomasz Byrt      | 94,5 m   |

## Épreuves internationales
| Date            | Événement             | Tremplin | Premier                                                                 | Deuxième                                                                              | Troisième                                                                     |
| --------------- | --------------------- | -------- | ----------------------------------------------------------------------- | ------------------------------------------------------------------------------------- | ----------------------------------------------------------------------------- |
| 18 février 1962 | Championnats du monde | K70      | Toralf Engan (NOR)                                                      | Antoni Łaciak (POL)                                                                   | Helmut Recknagel (GDR)                                                        |
| 26 janvier 1980 | Coupe du monde        | K82      | Stanisław Bobak (POL)                                                   | Ivar Mobekk (NOR)                                                                     | Olaf Schmidt (GDR)                                                            |
| 18 janvier 1981 | Coupe du monde        | K82      | annulée en raison du manque de neige                                    | annulée en raison du manque de neige                                                  | annulée en raison du manque de neige                                          |
| 15 août 1998    | Coupe continentale    | K85      | Falko Krismayr (AUT)                                                    | Jakub Janda (CZE) Jaka Grosar (SVN)                                                   | –                                                                             |
| 16 août 1998    | Coupe continentale    | K85      | Robert Mateja (POL)                                                     | Gerhard Gattinger (AUT) Roland Schraml (AUT)                                          | –                                                                             |
| 14 août 1999    | Coupe continentale    | K85      | Frank Löffler (GER)                                                     | Wojciech Skupień (POL)                                                                | Łukasz Kruczek (POL) Primož Urh-Zupan (SVN)                                   |
| 15 août 1999    | Coupe continentale    | K85      | Dirk Else (GER)                                                         | Adam Małysz (POL)                                                                     | Bine Norčič (SVN)                                                             |
| 7 février 2001  | Universiade           | K85      | Łukasz Kruczek (POL)                                                    | Choi Heung-chul (KOR)                                                                 | Artur Chamidullin (RUS)                                                       |
| 7 février 2001  | Universiade           | K85      | Slovénie- Blaž Vrhovnik - Miha Rihtar - Gašper Čavlovič - Bine Norčič   | Corée du Sud- Kim Hyun-ki - Choi Yong-jik - Kim Heung-soo - Choi Heung-chul           | Finlande- Sakari Leppiaho - Markus Makela - Petteri Väänänen - Teemu Summanen |
| 22 juin 2003    | Course FIS            | K85      | Adam Małysz (POL)                                                       | Wojciech Skupień (POL)                                                                | Marcin Bachleda (POL)                                                         |
| 5 mars 2006     | FIS-Cup               | K85      | Roman Koudelka (CZE)                                                    | Dawid Kowal (POL)                                                                     | Anže Damjan (SVN)                                                             |
| 17 février 2007 | FIS-Cup               | K85      | Maciej Kot (POL)                                                        | Gerald Wambacher (AUT)                                                                | Nicolas Fettner (AUT)                                                         |
| 18 février 2007 | FIS-Cup               | K85      | Pawel Karelin (RUS)                                                     | Gerald Wambacher (AUT)                                                                | Krzysztof Miętus (POL)                                                        |
| 24 août 2007    | Juniors               | K65      | Klemens Murańka (POL)                                                   | Aleksander Zniszczoł (POL)                                                            | Grzegorz Miętus (POL)                                                         |
| 27 février 2008 | Juniors               | K85      | Andreas Wank (GER)                                                      | Shōhei Tochimoto (JPN)                                                                | Andreas Strolz (AUT)                                                          |
| 28 février 2008 | Juniors               | K85      | Jacqueline Seifriedsberger (AUT)                                        | Elena Runggaldier (ITA)                                                               | Katja Požun (SVN)                                                             |
| 29 février 2008 | juniors               | K85      | Allemagne- Felix Schoft - Severin Freund - Pascal Bodmer - Andreas Wank | Autriche- Thomas Thurnbichler - Manuel Poppinger - David Unterberger - Andreas Strolz | Pologne- Krzysztof Miętus - Maciej Kot - Dawid Kowal - Łukasz Rutkowski       |
| 29 août 2008    | Juniors               | K65      | Aleksander Zniszczoł (POL)                                              | Markku Maatela (FIN)                                                                  | Sami Saapunki (FIN)                                                           |
| 7 février 2009  | Continental Cup       | K85      | Sarah Hendrickson (USA)                                                 | Juliane Seyfarth (GER)                                                                | Lindsey Van (USA)                                                             |
| 8 février 2009  | Coupe continentale    | K85      | annulé                                                                  | annulé                                                                                | annulé                                                                        |
| 6 mars 2010     | Coupe continentale    | K85      | Daniela Iraschko (AUT)                                                  | Ulrike Gräßler (GER)                                                                  | Anette Sagen (NOR)                                                            |
| 7 mars 2010     | Coupe continentale    | K85      | Daniela Iraschko (AUT)                                                  | Ulrike Gräßler (GER)                                                                  | Eva Logar (SVN)                                                               |
| 12 février 2011 | Coupe continentale    | K85      | Coline Mattel (FRA)                                                     | Sara Takanashi (JPN)                                                                  | Eva Logar (SVN)                                                               |
| 13 février 2011 | Coupe continentale    | K85      | Coline Mattel (FRA)                                                     | Sara Takanashi (JPN)                                                                  | Elena Runggaldier (ITA)                                                       |
| 22 juillet 2011 | Coupe continentale    | K85      | Maja Vtič (SVN)                                                         | Lisa Demetz (ITA)                                                                     | Katharina Althaus (GER)                                                       |
| 20 janvier 2012 | Coupe continentale    | K85      | Sarah Hendrickson (USA)                                                 | Daniela Iraschko (AUT)                                                                | Ema Klinec (SVN)                                                              |
| 20 janvier 2012 | Coupe continentale    | K85      | Daniela Iraschko (AUT)                                                  | Sarah Hendrickson (USA)                                                               | Ema Klinec (SVN)                                                              |